# Lilium martagon

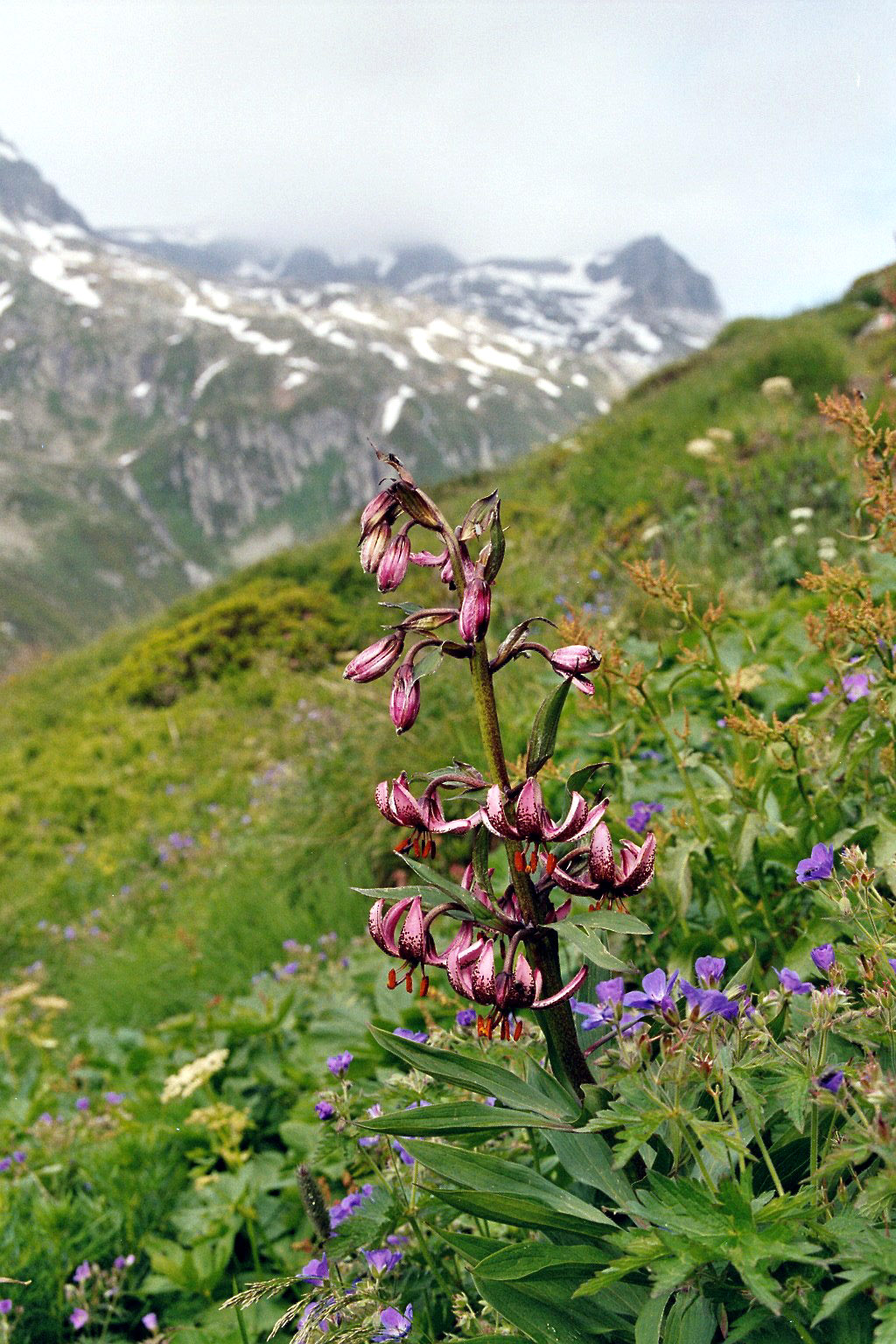
Lilium martagon na natureza.

Lilium martagon, comummente conhecida como martagão ou lírio-mártago, é uma planta herbácea, perene e bulbosa, pertencente à família das Liliáceas e ao tipo fisionómico dos geófitos. 

## Nomes comuns
Dá ainda pelos seguintes nomes comuns: cangorea, lírio-amarelo,  lírio-martagão, perendós (também grafado perendoa e perendoso).

## Etimologia
No que toca ao nome científico:
- O nome genérico, lilium, provém do latim clássico līlĭum e significa «lírio».[8]

- O epíteto específico, Martagon, e, por arrasto, os nomes comuns, martagão e lírio-mártago, provêm do étimo túrquico "martagān", que significa «turbante», em alusão à configuração das tépalas recurvas desta flor.[2]

No que toca aos nomes comuns: 
Os nomes «martagão» e «mártago», já se explicaram supra, quando se discorreu a respeito do epíteto específico.  
Os nomes «perendós», «perendoa» e «perendoso», provém do galego e do galaico-português, e serão uma corruptela arcaica do castelhano prendehueso que significa "prende osso", isto por alusão à mezinha medieval que se servia da raiz macerada desta planta, para fazer unguentos, usados na cicatrização de ossos partidos.

## Descrição
Trata-se de uma planta herbácea, dotada de um boldo de formato globoso-ovóide, com cerca de 3 a 5 centímetros de diâmetro.
O caule do martagão tem uma coloração matizada entre o verde e o castanho-arroxeado, tanto pode ser integralmente glabro, como pode mostrar-se pubescente na extremidade superior, medindo entre 60 e 180 centímetros.
As folhas são primaveris, tanto podem ser integralmente glabras, como podem mostrar-se pubescentes nas nervuras da contraface. As folhas médias medem entre 7 a 15 centímetros de comprimento por cerca de 1 a 6 centímetros de largura. Os  verticilos, em que as folhas assentam, medem cerca de 5 a 10 centímetros, são marcadamente separados e assumem formatos que variam entre o lanceolado e o oval.As folhas das extremidades são mais reduzidas, têm um posicionamento alternado ou subposto e têm um feitio lanceolado.
Os racimos albergam entre 1 a 12 flores pendulas, as quais se posicionam alternadamente. As brácteas tanto podem ser solitárias como emparelhadas, têm um feitio lanceolado muito estreito e tanto podem ser integralmente glabras, como podem ser ciliadas junto à margem. Os pedicelos são patentes e recurvos na ponta, mesmo antes de rematar na flor.
As flores têm um perfume característico e uma coloração que alterna, tipicamente, entre o rosa e o roxo, com manchas escuras.Um grande número de flores nasce em cada planta, e podem ser encontradas até 50 em plantas mais vigorosas.  O perianto é estrelado.
As tépalas são muito recurvas e têm um formato lanceolado e largo.  Exibem uma coloração entre o rosa-escuro e o violeta, com manchas geralmente escuras, embora excepcionalmente também possam ser brancas. Medem entre 25 a 40 milímetros de comprimento e entre 12 a 15 milímetros de largura. O nectário costuma ter manchar negras. Os filamentos estaminais costumam medir cerca de 28 a 35 milímetros, apresentando uma coloração entre o creme e o verde-esbranquiçado. As anteras medem cerca de 8 a 11 milímetros e são vermelhas ou amarelas, com pólen amarelado ou alaranjado muito fragrante.

## Distribuição
O martagão é uma espécie de larga distribuição euro-asiática, marcando presença a Sul, Centro e Leste do continente europeu e em grande parte das regiões temperadas da Ásia.

### Portugal
Trata-se de uma espécie autóctone de Portugal, mais concretamente de Portugal Continental, ocorrendo, dispersa, nalgumas áreas montanhosas do Noroeste Montanhoso, da Terra Fria Transmontana, do Centro-Leste de Campina e do Centro-Leste Montanhoso.

### Ecologia
Dá-se entre matagais densos, especialmente a coberto de bosques caducifólios, como carvalhais, sendo certo que também medra em clareiras e orlas de bosques.

## Vulnerabilidade
Está contemplada na Lista Vermelha da Flora Vascular de Portugal Continental , tratando-se de uma espécie vulnerável, nos termos da categorização da IUCN.
Esta avaliação fica-se a dever à reduzida extensão de ocorrência e área de ocupação desta espécie em Portugal, cerceada tão-só a 10 localizações conhecidas. Em suma, tem-se também vindo a assinalar um declínio prolongado da qualidade do habitat natural desta espécie.
Com efeito, em Portugal, o número de espécimes de martagão, estima-se que ronde entre os 2.500 e os 10.000 indivíduos.

### Ameaças
Elencam-se inúmeros perigos que, concertadamente, podem fomentam a degradação dos bosques caducifólios e dos matagais que servem de habitat ao martagão.
Em primeira linha de conta, sobressaem os reiterados incêndios florestais; a crescente expansão de espécies arbóreas exóticas, incluindo eucaliptos, que põem em causa a manutenção do habitat do martagão; bem como as práticas de gestão florestal inadequadas.
Outra das ameaças para esta espécie é a colheita de escapos florais, mormente nas cercanias de povoações e de caminhos trilhos, porquanto  prejudica a polinização o que, por seu turno, condiciona o sucesso reprodutivo da população nacional de martagões.

## Variedades
- L. m. subsp. martagon -
- L. m. subsp. pilosiusculum